# Leptoperla curvata
Leptoperla curvata is een steenvlieg uit de familie Gripopterygidae. De wetenschappelijke naam van de soort is voor het eerst geldig gepubliceerd in 1980 door Theischinger.